# Daumeray
Daumeray è un ex comune francese di 1 575 abitanti situato nel dipartimento del Maine e Loira nella regione dei Paesi della Loira. Dal  1º gennaio 2017 è accorpato al nuovo comune di Morannes sur Sarthe-Daumeray. 

## Società

### Evoluzione demografica
Abitanti censiti